# Раніл Викрамасінгхе
Раніл Викрамасінгхе (синг. රනිල් වික්‍රමසිංහ, там. ரணில் விக்கிரமசிங்க; нар. 24 березня 1949, Коломбо, Домініон Цейлон) — президент Шрі-Ланки (20 липня 2022-23 вересня 2024), лідер Об'єднаної національної партії Шрі-Ланки (ОНП) з 1994 року, прем'єр-міністр Шрі-Ланки в 1993—1994, 2001—2004, 2015—2018, у 2018—2022 роках.

## Життєпис
Народився в Коломбо у родині медіамагната. Здобув освіту в Королівському коледжі й у Коледжі права Коломбо. Успішний юрист, Викрамасінгхе вступив до ОНП на початку 1970-х на запрошення свого дядька, майбутнього першого президента Шрі-Ланки Джуніуса Джаявардене. Уперше обраний до парламенту 1977 року. Був призначений заступником міністра закордонних справ, пізніше — міністром праці та у справах молоді.
За президента Ранасінгхе Премадаса Викрамасінгхе обіймав посаду міністра промисловості та спікера парламенту. Після вбивства Премадаса терористами з організації «Тигри звільнення Таміл Ілама» (ТЗТІ) став прем'єр-міністром.
На парламентських виборах 1994 року ОНП вперше за 17 років зазнала поразки від Партії свободи Шрі-Ланки (ПСШЛ). Очоливши ОНП в листопаді того ж року, Викрамасінгхе став лідером опозиції.
1999 року президент Чандріка Кумаратунга оголосила про проведення дострокових президентських виборів, на яких Викрамасінгхе став кандидатом від ОНП. Шанси двох кандидатів вважалися практично рівними, проте за два дні до виборів на Кумаратунга було скоєно замах, і зрештою вона змогла здобути перемогу в першому турі.
Проте 2001 року в Народному альянсі стався розкол, і зрештою Кумаратунга оголосила про проведення дострокових парламентських виборів. На них ОНП отримала більшість, і Викрамасінгхе очолив уряд.
Практично відразу після приходу до влади Викрамасінгхе підписав з ТЗТІ угоду про перемир'я і ініціював початок мирних переговорів за посередництва Норвегії. Економічне зростання під час його правління становило 6 % щорічно; різко знизилася інфляція. Однак країну стрясали численні корупційні скандали; звинувачення було пред'явлено багатьом членам ОНП. Станом на 2003 рік переговори з ТЗТІ поступово зайшли в глухий кут; таміли все наполегливіше вимагали створення федеративної держави. Це не влаштовувало президента Кумаратунга, і в листопаді вона оголосила надзвичайний стан, поки Вікрамасінгхе перебував з візитом в США. Узявши на себе повноваження міністрів оборони, друку і внутрішніх справ, вона різко обмежила владу ОНП і призначила нові парламентські вибори на квітень 2004, ОНП завоювала на них більше голосів, ніж будь-яка інша партія, але ПСШЛ зуміла утворити коаліцію з лівою сингальською націоналістичною партією «Джаната Вімукті Перамуна»(ДВП) і сформувати уряд на чолі з Махіндою Раджапаксою.
Улітку 2005 року коаліція розпалася, проте ОНП погодилася не вимагати відставки уряду. На президентських виборах у листопаді 2005 року Викрамасінгхе програв Раджапаксі (48,2 % проти 50,7 %), чому в значному ступені сприяла низька активність тамільського електорату в північних і східних районах країни.
8 січня 2015 року Викрамасінгхе був призначений на посаду прем'єр-міністра президентом Маїтріпала Сірісена, який переміг президента Махінду Раджапаксу на президентських виборах 2015 року.
9 липня 2022 року на тлі протестів у країні оголосив про відставку з посади прем'єра.
20 липня 2022 року став президентом Шрі-Ланки. За нього проголосували 134 з 225 депутатів парламенту.